# Pityrodia viscida
Pityrodia viscida là một loài thực vật có hoa trong họ Hoa môi. Loài này được W.Fitzg. miêu tả khoa học đầu tiên năm 1904.